# Menteur (film, 2019)
Série
Menteuse
(2025)
Pour plus de détails, voir Fiche technique et Distribution.
Menteur est un film québécois réalisé par Émile Gaudreault sorti en salle le 10 juillet 2019. Le scénario est écrit par Émile Gaudreault, Éric K. Boulianne et Sébastien Ravary. 
En 2022, Olivier Baroux en sort une adaptation en France.
Une suite au film sort en 2025, Menteuse, par le même réalisateur et les mêmes scénaristes.

## Synopsis
Simon est un menteur compulsif. À sa grande surprise, sa famille, ses amis et ses collègues lui lancent un ultimatum collectif: il doit apprendre à dire la vérité. Mais Simon vit dans le déni et finit par raconter un mensonge de trop, provoquant une situation exceptionnelle: toutes les faussetés qu'il a racontées dans sa vie deviennent réalité. Les catastrophes se succèdent à son grand désarroi et, avec l'aide de son frère jumeau et d'une nouvelle collègue, il devra comprendre comment se sortir de ce cauchemar.

## Fiche technique
- Titre original : Menteur
- Réalisation : Émile Gaudreault
- Scénario : Émile Gaudreault, Sébastien Ravary et Eric K. Boulianne, d'après une histoire d'Émile Gaudreault
- Musique : FM Le Sieur
- Direction artistique : Christian Legaré
- Costumes : Anne-Karine Gauthier
- Maquillage : Virginie Boudreau
- Coiffure : Nathalie Dion
- Photographie : Steve Asselin
- Son : Martin Desmarais, Marie-Claude Gagné, Bernard Gariépy Strobl
- Montage : Arthur Tarnowski
- Effets visuels : Jean-François Ferland
- Production : Denise Robert et Émile Gaudreault
- Sociétés de production : Cinémaginaire, Les Films du lac
- Société de distribution : Les Films Séville
- Budget : 7 millions $ CA
- Pays de production :  Canada
- Langue originale : français
- Format : couleur  – 2,35:1
- Genre : comédie
- Durée : 111 minutes
- Dates de sortie :
  - Canada : 8 juillet 2019 (première au Théâtre Maisonneuve de la Place des Arts de Montréal)[2]
  - Canada : 10 juillet 2019 (sortie en salle au Québec)
  - France : 25 août 2019 (Festival du film francophone d'Angoulême)
  - Canada : 3 décembre 2019 (DVD et Blu-ray)
  - Canada : 3 décembre 2019 (VSD)

## Distribution
- Louis-José Houde : Simon Aubert
- Antoine Bertrand : Phil Aubert
- Catherine Chabot : Chloé Therrien
- Anne-Élisabeth Bossé : Virginie, conjointe de Phil
- Geneviève Schmidt : France Gauthier, cadre de l'entreprise
- Véronique LeFlaguais : Claire, mère de Simon et Phil
- Luc Senay : Georges, père de Simon et Phil
- Patrice Coquereau : Robin, collègue de travail de Simon
- Marie-Lise Pilote : Sandra, collègue de travail de Simon
- Sonia Vachon : Martine, collègue de travail de Simon
- Didier Lucien : Dominic Dufour
- Vitali Makarov : Oleg, homme d'affaires russe
- Denise Filiatrault : chauffeuse Uber
- Michel Laperrière : Paul, le voisin des parents
- David Savard : premier ministre du Canada
- Marie-Lyne Joncas: Alex, femme au bar
- Mathieu Quesnel : Steven, barman et conjoint d'Alex
- Johanne-Marie Tremblay : Myriam Lambert, journaliste à la conférence de presse
- Guillaume Champoux : journaliste
- Antoine Vézina : travailleur d'Hydro
- Richardson Zéphir : plombier
- Luc Bourgeois : gérant de l'hôtel
- Sophie Thibault : lectrice de nouvelles
- Michel Jean : lecteur de nouvelles
- Guillaume Perrault : lecteur de nouvelles

## Distinctions
Gala Québec Cinéma 2020
- 3 nominations :
  - Prix du public
  - Prix Iris de la révélation de l'année : Catherine Chabot
  - Prix Iris de la meilleure actrice de soutien : Geneviève Schmidt